# Phyllium bilobatum
Phyllium bilobatum är en insektsart som beskrevs av Gray, G.R. 1843. Phyllium bilobatum ingår i släktet Phyllium och familjen Phylliidae. Inga underarter finns listade i Catalogue of Life.